# فینال جام اتحادیه فوتبال انگلستان ۲۰۱۹
فینال جام اتحادیه فوتبال انگلستان ۲۰۱۹ (انگلیسی: 2019 EFL Cup Final) رقابت پایانی جام اتحادیه فوتبال انگلستان در سال ۲۰۱۹ میلادی است که مابین دو تیم چلسی و منچستر سیتی در ورزشگاه ومبلی لندن برگزار شده‌است.
این مسابقه که در تاریخ ۲۴ فوریهٔ ۲۰۱۹ انجام شده‌است، در وقت قانونی با نتیجهٔ ۰–۰ مساوی به پایان رسید اما تیم منچستر سیتی موفق شد در ضربات پنالتی با نتیجهٔ ۴–۳ به پیروزی برسد و عنوان قهرمانی را به دست آورد.

## مسابقه
| چلسی                                                   | ۰–۰   | منچستر سیتی                                         |
| ------------------------------------------------------ | ----- | --------------------------------------------------- |
|                                                        | گزارش |                                                     |
| ضربات پنالتی                                           |       |                                                     |
| جورجینیو · آزپیلیکوئتا · امرسون · داوید لوئیز · هازارد | ۳–۴   | گوندوغان · آگوئرو · سانه · برناردو سیلوا · استرلینگ |